# Temnodontosaurus platyodon
A Temnodontosaurus platyodon a hüllők (Reptilia) osztályának halgyíkok (Ichthyosauria) rendjébe, ezen belül a Temnodontosauridae családjába tartozó faj.
A Temnodontosaurus hüllőnem típusfaja és egyben a leggyakoribb faja is.

## Tudnivalók
A Temnodontosaurus platyodon volt az elsőként felfedezett ichthyoszauruszfaj. Ez a példány - (BMNH 2149) - egy koponyából állt, és 1811-ben Richard Anning fedezte fel. 1812-ben Mary Anning, angol őslénykutató megtalálta e példány csontvázát is, azonban ez a maradvány azóta eltűnt. A fosszilizálódott maradvány a Liász formációhoz tartozó Lyme Regis-ből került elő. Ezt az elsőként felfedezett koponyát manapság a londoni Természettudományi Múzeumban őrzik. Az állatfaj első tudományos neve, Ichthyosaurus platyodon volt. Azonban 1822-ben William Conybeare angol geológus, átnevezte az állatot a mai nevére, Temnodontosaurus platyodonra. Ennek tiszteletére 1889-ben, Richard Lydekker angol zoológus, geológus és természetíró megalkotta a Temnodontosaurus nemet és az elsőként felfedezett ichthyoszauruszfajt, azaz a szóban forgó állatot az új hüllőnem típusfajává emelte. Ennek a típusfajnak a típuspéldányát is a londoni Természettudományi Múzeumban őrzik.
Ennek az ősállatnak a kövületeit az angliai Dorsetben, a németországi Herlikofenben és a belgiumi Arlonban találták meg. Habár példány is előkerült, ezek közül, csak egy csontváz van meg teljes egészében, a BMNH 2003 raktárszámú. A BMNH R1158 raktárszámú példánynak van a legjobban megmaradt koponyája.
A legnagyobb példány koponyájának hossza 1-1,5 méter között van. A szemek 20 centiméteres átmérővel e fajnál voltak a legnagyobbak; de ennek ellenére a szemek elhelyezkedése miatt, az állat nem látott a feje fölé.

## Képek

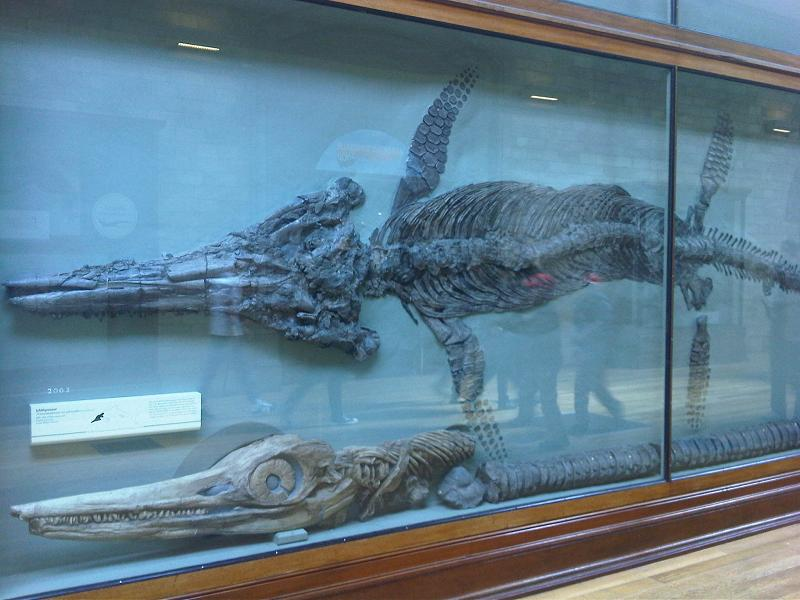
Kövületek és
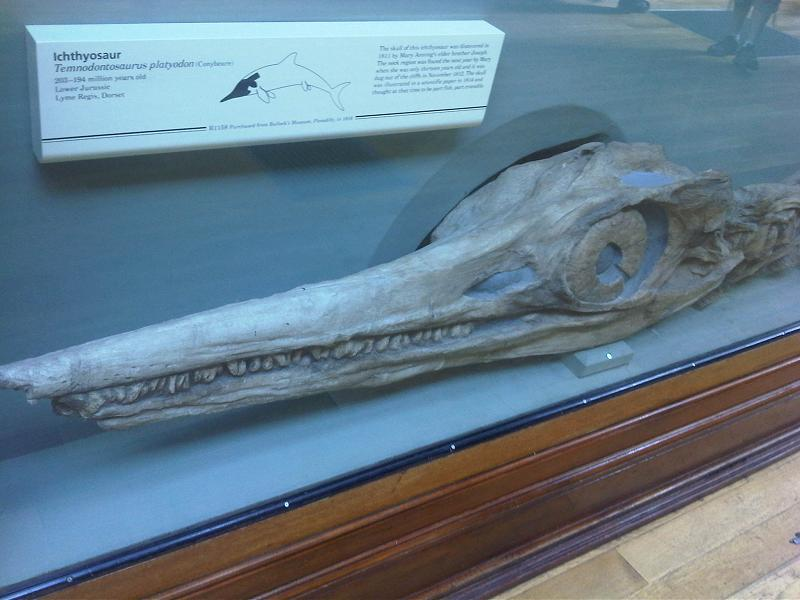
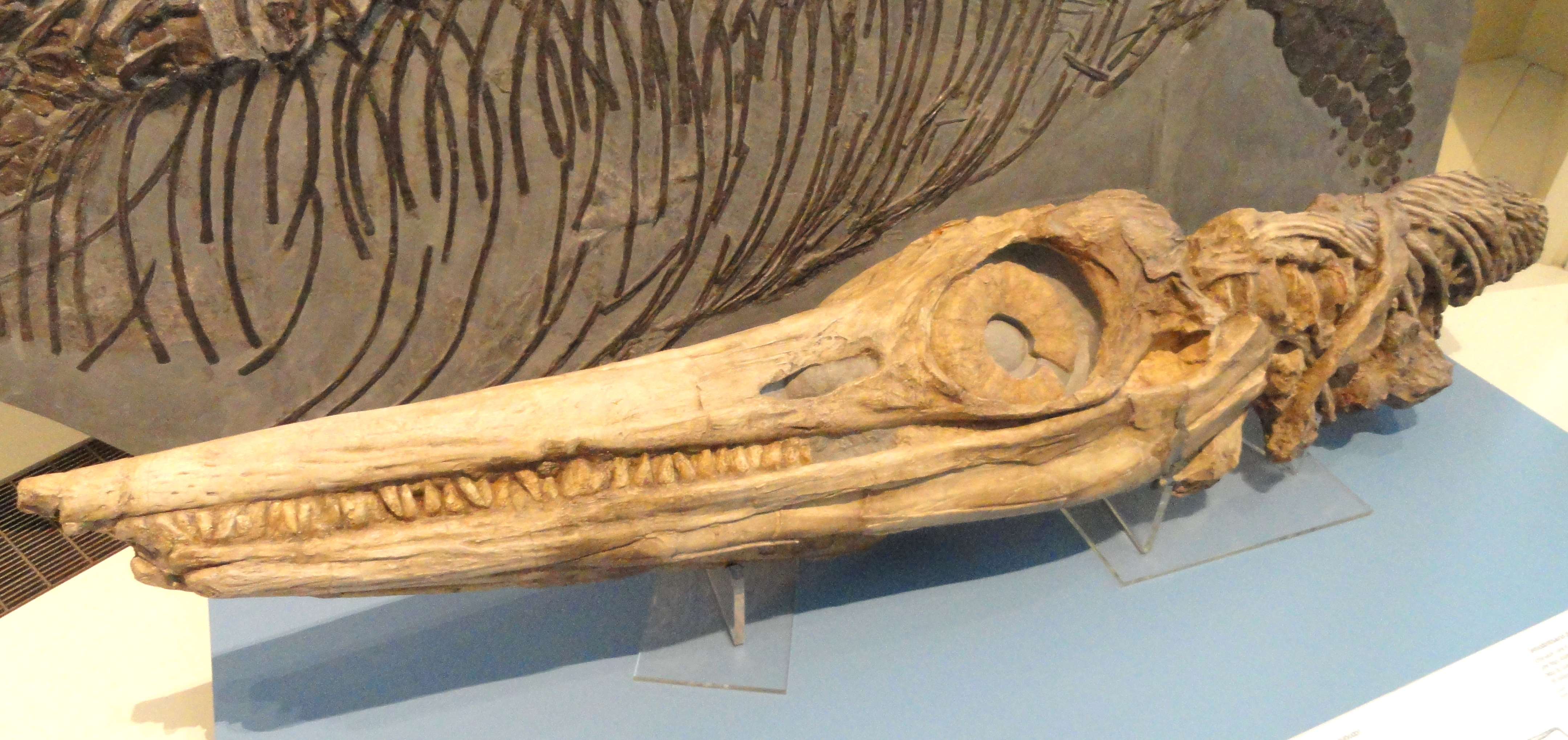
utánzatok
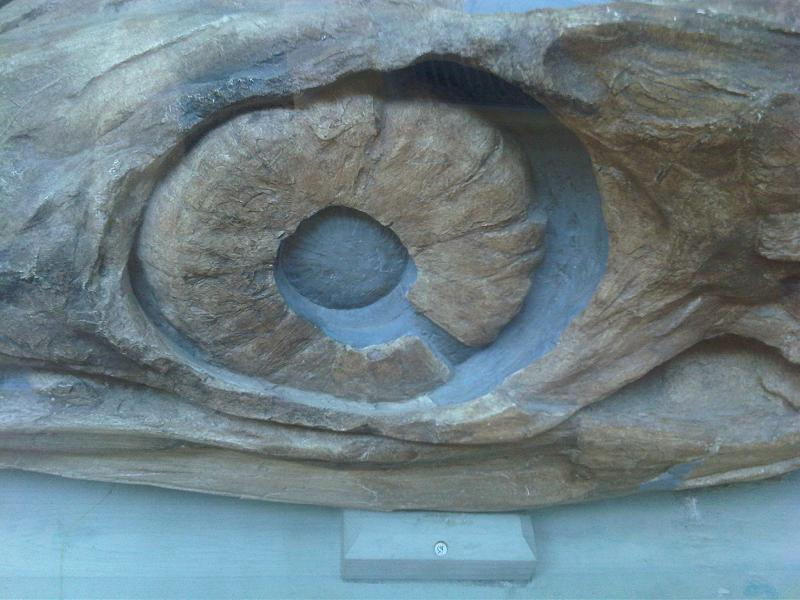
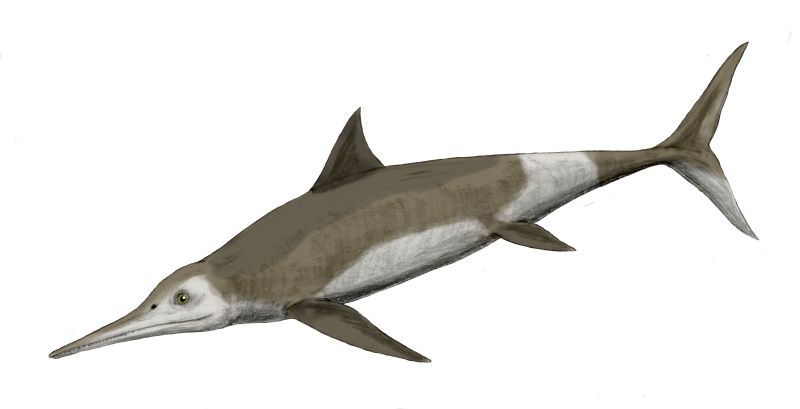
Rajzok az állatról
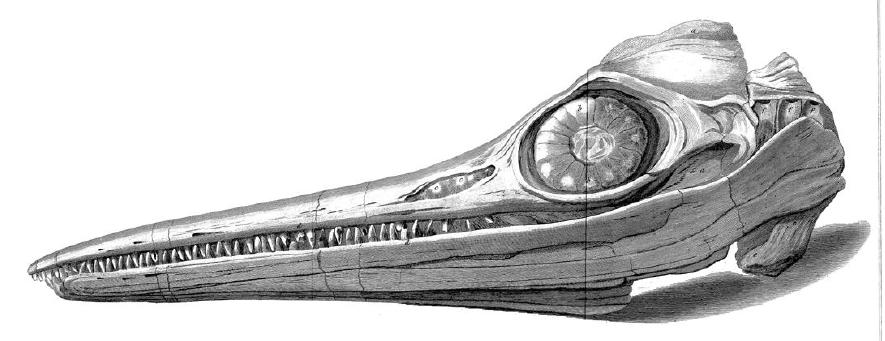
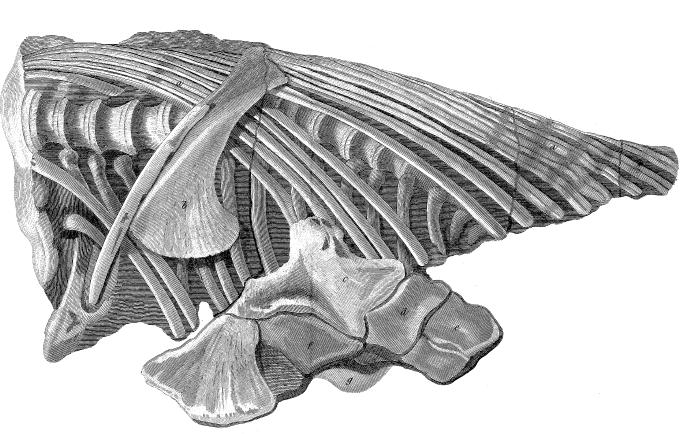
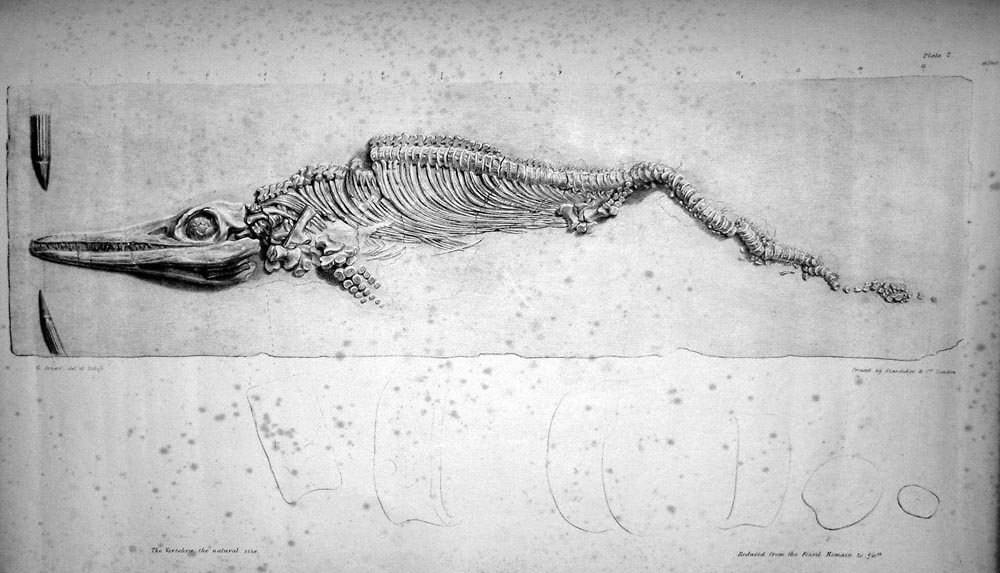

## Fordítás
Ez a szócikk részben vagy egészben  a   Temnodontosaurus című angol Wikipédia-szócikk ezen változatának fordításán alapul.  Az eredeti cikk szerkesztőit annak laptörténete sorolja fel. Ez a jelzés csupán a megfogalmazás eredetét és a szerzői jogokat jelzi, nem szolgál a cikkben szereplő információk forrásmegjelöléseként.